# 34158 Rachelchang
34158 Rachelchang è un asteroide della fascia principale. Scoperto nel 2000, presenta un'orbita caratterizzata da un semiasse maggiore pari a 2,9101636 au e da un'eccentricità di 0,0784668, inclinata di 1,29315° rispetto all'eclittica.